# Villardonnel
Villardonnel település Franciaországban, Aude megyében. Lakosainak száma 510 fő (2022. január 1.). Villardonnel Aragon, Conques-sur-Orbiel, Cuxac-Cabardès, Fraisse-Cabardès, Salsigne és Villanière községekkel határos.

## Népesség
A település népessége az elmúlt években az alábbi módon változott:
| Lakosok száma | 317  | 331  | 365  | 515  | 509  | 502  | 498  | 503  | 500  | 510  |
|               | 1968 | 1982 | 1990 | 2006 | 2013 | 2015 | 2017 | 2019 | 2020 | 2022 |